# Mohs hårdhetsskala
För andra betydelser, se Mohs.

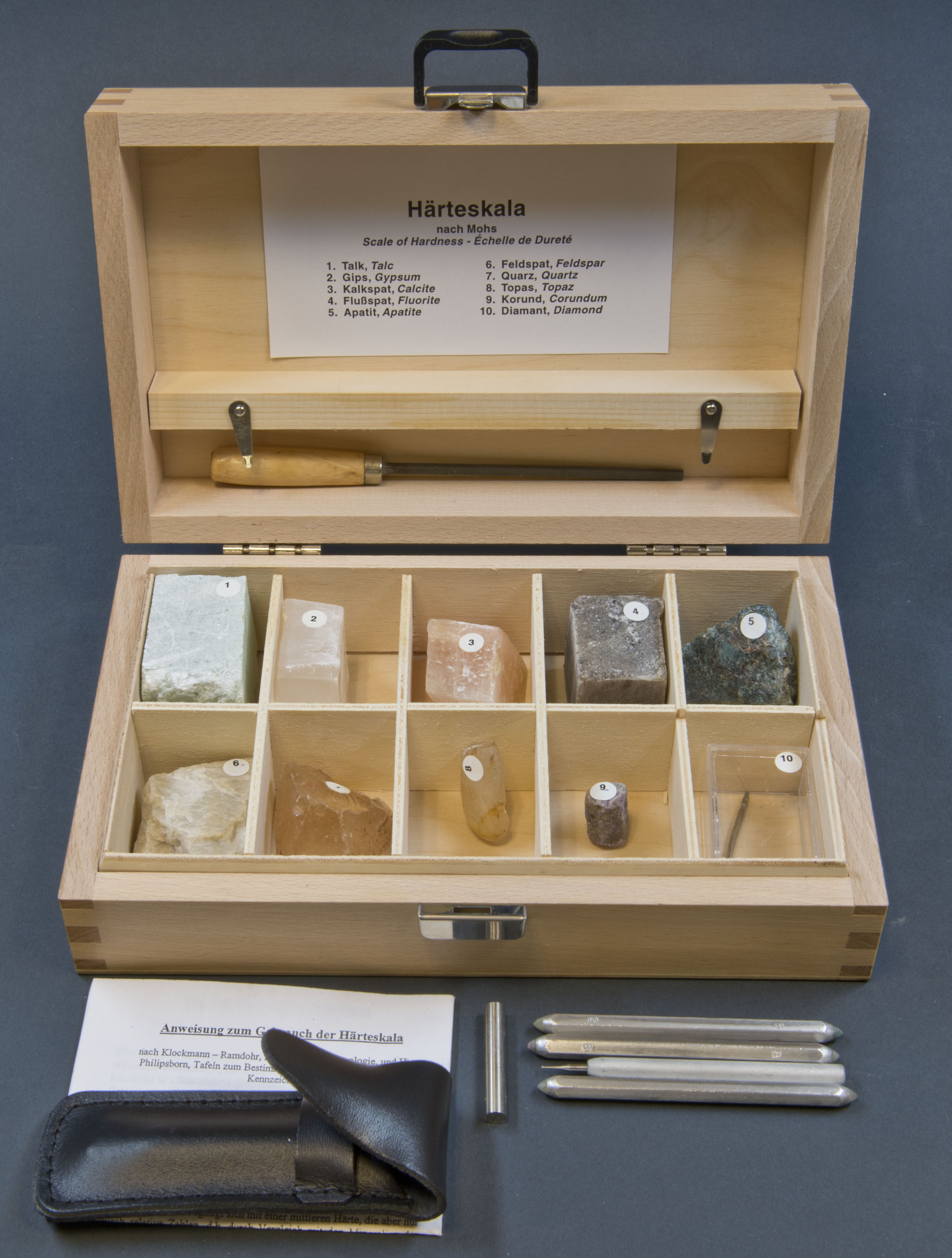
Provlåda med referensmineral för Mohs hårdhetsskala = 1 … 10
1. Talk, 2. Gips, 3. Kalkspat, 4. Fluorit, 5. Apatit, 6. Fältspat, 7. Kvarts, 8. Topas, 9. Korund, 10. Diamant

Mohs hårdhetsskala visar reptåligheten för olika mineral genom att ett hårdare mineral kan repa ett mjukare. Skalan skapades av den tyske mineralogen Friedrich Mohs som baserade den på tio mineral som fick varsitt värde på en skala 1–10. En föregångare var Bengt Andersson Quist vars skala hade diamant som 1 och zeolit som 13. Inom materialteknik finns flera definitioner av hårdhet.
Ett materials okända hårdhet bestäms genom att man undersöker vilket mineral på skalan som är det hårdaste som kan repas, eller omvänt, vilket är det mjukaste mineral, som förmår repa provföremålet. Mineral med hårdhet 1–2 kan repas med en nagel, och mineral med hårdhet 1–6 kan repas med en stålspik (stål har hårdhet 7 Mohs).
Mohs hårdhetsskala är endast en jämförande skala. Exempelvis är korund (9 Mohs) dubbelt så hårt som topas (8 Mohs), medan diamant (10 Mohs) är nästan fyra gånger så hårt som korund (9 Mohs).
Diamant är det hårdaste naturmaterial som finns. Det enda som kan repa en diamant i rumstemperatur är en annan diamant. Diamantverktyg används därför ofta i skärande bearbetning, men kan inte användas för att snabbt skära stål eftersom friktionsvärmen får diamanter att lösa upp sig (reagera med järn) i stålet.
En briljant är en slipform som ofta används för diamant men även för andra smyckestenar. Enda sättet att slipa fram diamantens briljantfasetter har hittills varit att använda diamantpulver. Diamantens sliphårdhet varierar något mellan olika ytor och slipriktningar. Sliparen väljer därför gynnsam slipriktning och alltid ligger något diamantkorn orienterat så att det slipar.
Korund ingår ofta i industrins slipskivor, och med detta kan de flesta hårda material slipas till önskad form eller skäras. Skulle man försöka skära diamant med korund går det inte eftersom korund är mjukare än diamant.
Bergarter består av blandningar av olika mineral. Exempelvis består bergarten porfyr främst av kvarts, fältspat och hornblände. Porfyr har hårdhet 7 Mohs. Detta kan jämföras med bergarten gråvacka (samlingsnamn för berg av förhårdnad ler- eller sandsten), som har hårdhet 4 - 5 Mohs. Tack vare hög hårdhet steg efterfrågan på krossat berg av typ porfyr och kvartsit på 1980-talet, då Vägverket införde krav på lägsta tillåtna resistens mot slitage från dubbdäck hos stenmaterial till slitlager av asfalt på högtrafikerade landsvägar.

## Jämförande tabeller
| Hårdhet (Mohs) | Mineral                                        | Hårdhet (objektiv) | I naturen |
| -------------- | ---------------------------------------------- | ------------------ | --------- |
| 0              | Vatten H2O                                     | —                  |           |
| 1              | Talk Mg3Si4O10(OH)2                            | 1                  |           |
| 2              | Gips CaSO4·2(H2O) Zink                         | 3                  |           |
| 2½             | Keratin Nagel                                  |                    |           |
| 3              | Kalkspat CaCO3                                 | 9                  |           |
| 3½             | Kopparlegering typ gammalt brittiskt pennymynt |                    |           |
| 4              | Flusspat CaF2                                  | 21                 |           |
| 5              | Apatit Ca5(PO4)3(OH, Cl, F, Br)                | 48                 |           |
| 5½             | Stålspik                                       |                    |           |
| 6              | Fältspat KAlSi3O8                              | 72                 |           |
| 6½             | Svavelkis FeS2                                 |                    |           |
| 7              | Kvarts SiO2                                    | 100                |           |
| 6½–7½          | Granat                                         |                    |           |
| 8              | Topas Al2SiO4(OH, F)2                          | 200                |           |
| 8½             | Krysoberyll BeAl2O4                            |                    |           |
| 9              | Korund Al2O3                                   | 400                |           |
| 9½             | Moissanit (kiselkarbid) SiC                    |                    |           |
| 10             | Diamant C                                      | 1500               |           |

|  |

| Hårdhet (Mohs) | Konstföremål | Konstföremål |
| -------------- | ------------ | ------------ |
| 0              | Vatten       |              |
| 1              | Talk         |              |
| 2 – 2½         | Bärnsten     |              |
| 3½             | Korall       |              |
| 3½             | Pärlemor     |              |
| 4 – 5          | Malakit      |              |
| 5              | Obsidian     |              |
| 6              | Månsten      |              |
| 6              | Lapis lazuli |              |
| 6              | Opal         |              |
| 6              | Turkos       |              |
| 6½             | Hematit      |              |
| 6½ – 7         | Granat       |              |
| 6½ – 7         | Jade         |              |

|  |

| Hårdhet (Mohs) | Konstföremål | Konstföremål |
| -------------- | ------------ | ------------ |
| 7              | Agat         |              |
| 7              | Ametist      |              |
| 7              | Kalcedon     |              |
| 7              | Karneol      |              |
| 7              | Onyx         |              |
| 7              | Tigeröga     |              |
| 7½             | Akvamarin    |              |
| 7½             | Zirkon       |              |
| 8              | Smaragd      |              |
| 8              | Topas        |              |
| 8½             | Krysoberyll  |              |
| 9              | Rubin        |              |
| 9              | Safir        |              |
| 10             | Diamant      |              |